# Cantone di La Mothe-Saint-Héray
Il Cantone di La Mothe-Saint-Héray era una divisione amministrativa dell'arrondissement di Niort.
A seguito della riforma approvata con decreto del 18 febbraio 2014, che ha avuto attuazione dopo le elezioni dipartimentali del 2015, è stato soppresso.

## Composizione
Comprendeva i comuni di:
- Avon
- Bougon
- La Couarde
- Exoudun
- La Mothe-Saint-Héray
- Pamproux
- Salles
- Soudan